# 黄山路 (合肥)
黄山路，是中国安徽省合肥市的一条东西干道，西起玉兰大道，东达宁国路，全长约9公里。沿路自东向西坐落着合肥工业大学、中国科学技术大学、安徽大学三所著名大学和中国人民解放军陆军炮兵防空兵学院、国防科技大学合肥校区两所军校。黄山路经过科学大道、西二环路、怀宁路、潜山路、金寨路、宿松路、桐城路等道路。

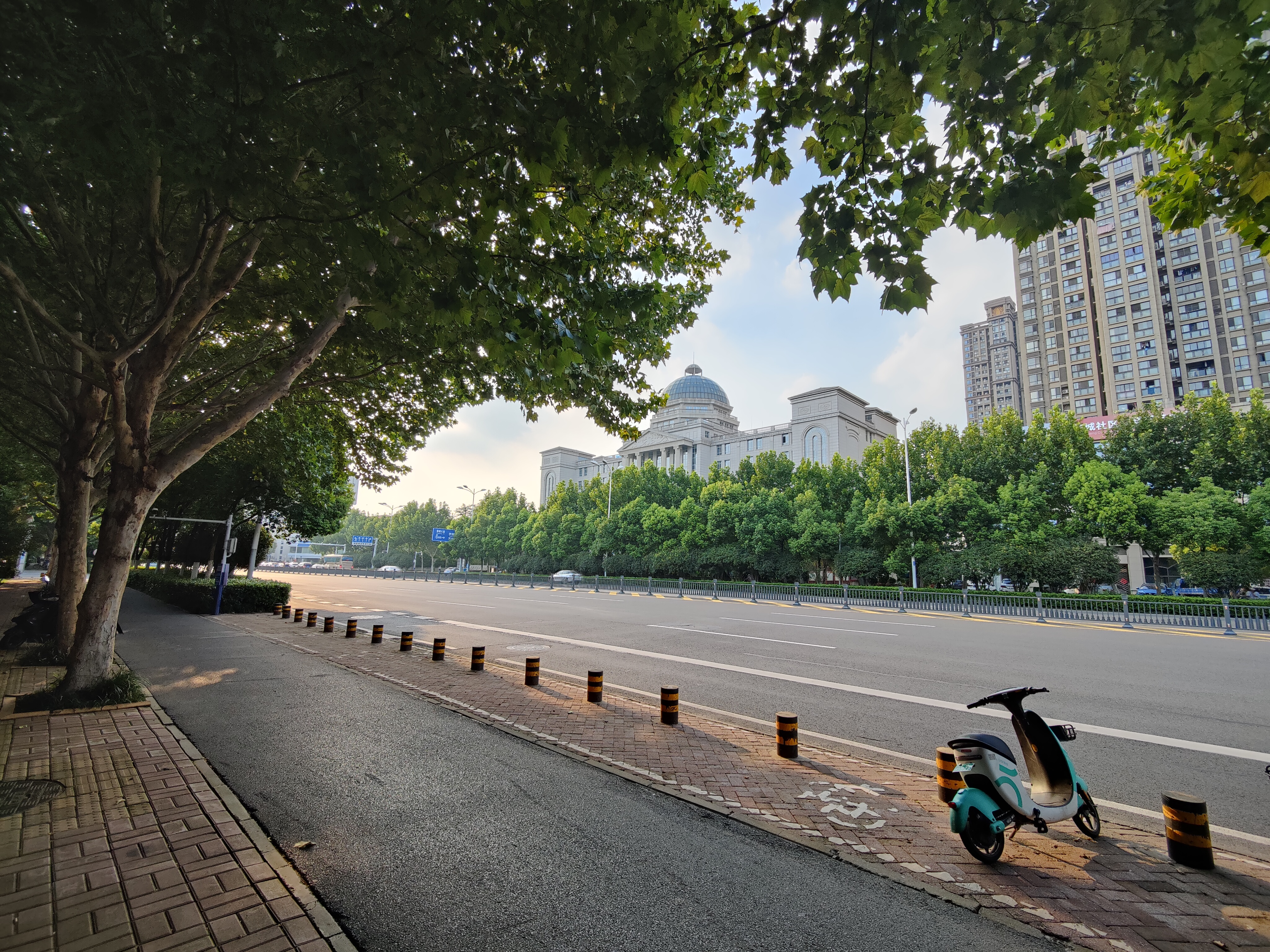
黄科路口西侧的黄山路街景

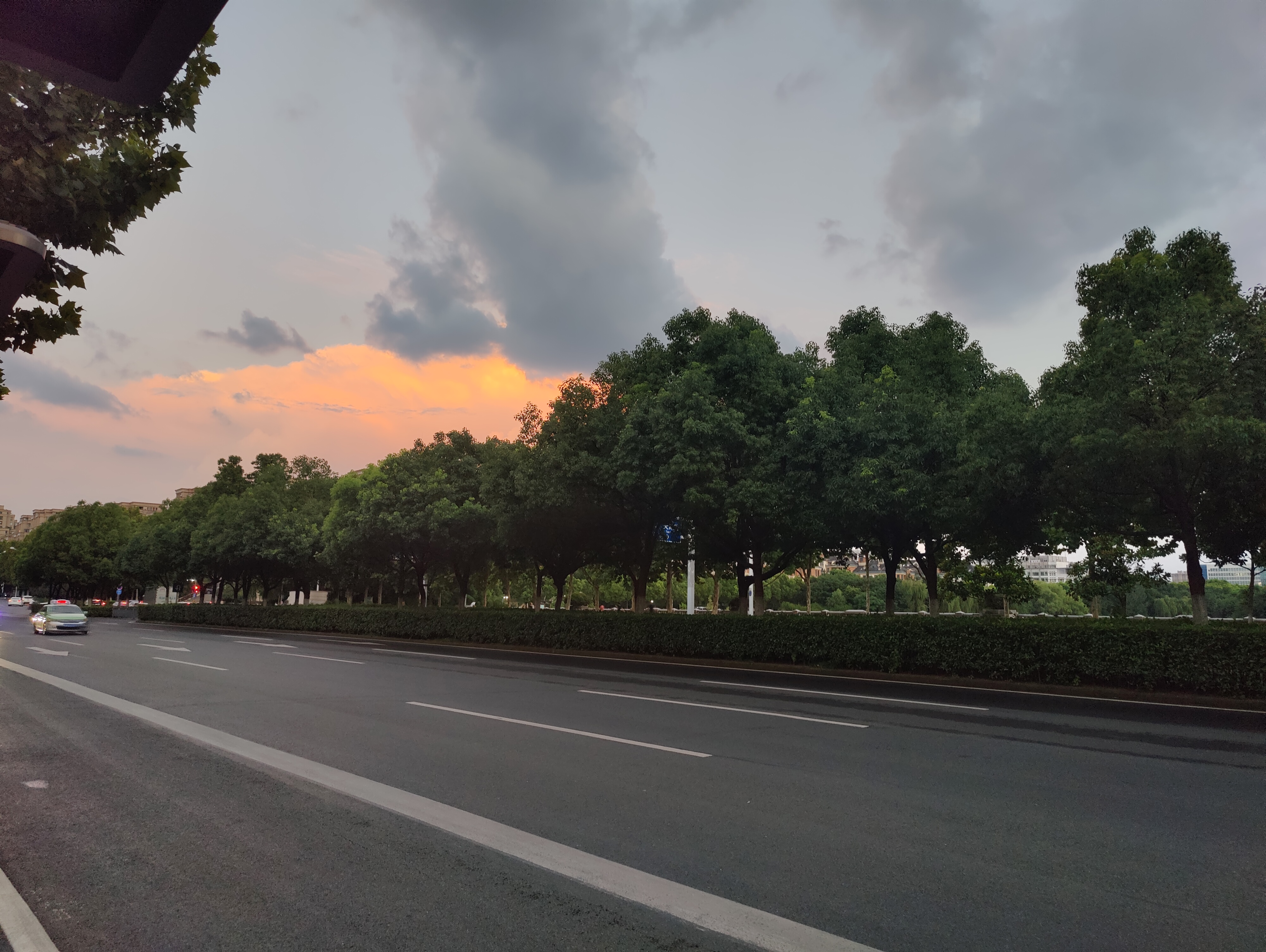
横跨蜀峰湾公园的黄山路桥上